# Teotónio de Coimbra
São Teotónio (Ganfei, Valença, 1082 — Coimbra, 18 de Fevereiro de 1162) foi um religioso português do século XII, tendo sido canonizado pela Igreja Católica.
Reconhecido por todo o Ocidente, contava-se entre os seus amigos pessoais São Bernardo de Claraval.

## Biografia
Tendo sido confiado aos cuidados de seu tio-avô, Crescónio, bispo de Coimbra, foi formado em teologia e filosofia em Coimbra e Viseu. Nessa última cidade, tornou-se prior da Sé de Viseu em 1112.
Foi em peregrinação a Jerusalém, e aí quiseram que ele fosse superior da comunidade dos Cónegos Regrantes de Santo Agostinho da Terra Santa mas ele recusou, regressando a Portugal. Assim como, ao regressar, quiseram-lhe oferecer o lugar de bispado de Viseu, o que recusou.

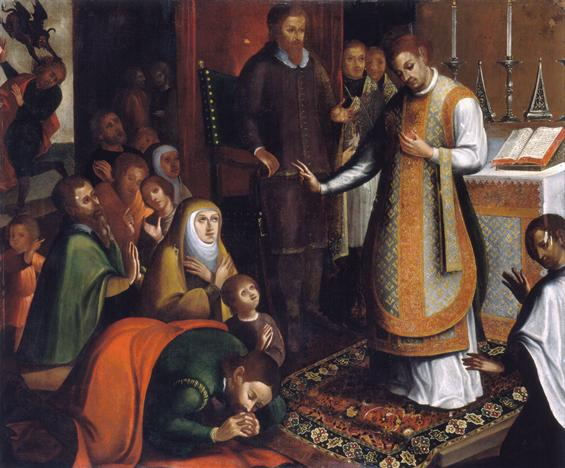
São Teotónio celebrando a Missa perante D. Afonso Henriques e seu séquito.

No contexto da independência portuguesa (1139) em relação ao Reino de Leão, São Teotónio tornou-se um dos aliados do jovem Infante Dom Afonso Henriques (o proclamador da independência e primeiro Rei de Portugal) na sua luta contra a mãe, Infanta Dona Teresa de Leão, dizendo a lenda que teria chegado a excomungá-la. Mais tarde, seria conselheiro do então já Rei de Portugal, Dom Afonso I.
Entretanto, foi de novo em peregrinação à Terra Santa, onde quis ficar; regressou porém a Portugal (1132), desta vez a Coimbra, onde foi um dos co-fundadores, juntamente com outros onze religiosos, do Mosteiro de Santa Cruz (adoptando a regra dos referidos Cónegos Regrantes de Santo Agostinho), do qual se tornou prior. Esta viria a ser uma das mais importantes casas monásticas durante a Primeira Dinastia.
Em 1152, renunciou ao priorado de Santa Cruz; em 1153, o Papa Adriano IV quis fazê-lo bispo de Coimbra tal como seu tio, o que uma vez mais recusou.
Morreu em 18 de Fevereiro de 1162, que é ainda hoje o dia em que é celebrado pela Igreja Católica. Foi sepultado numa capela da igreja monástica supracitada que ajudou a fundar, mesmo ao lado do local onde o primeiro Rei de Portugal, Dom Afonso Henriques (ou Dom Afonso I), se fez sepultar.
Em 1163, um ano depois da sua morte, o Papa Alexandre III canonizou-o; São Teotónio tornava-se assim o primeiro santo português a subir ao altar, sendo recordado sobretudo por ter sido um reformador da vida religiosa nessa Nação nascente que então era o Reino de Portugal (1139-1910); o seu culto foi espalhado pelos agostinianos um pouco por todo o mundo. É o santo padroeiro da cidade de Viseu e da respectiva diocese; é ainda padroeiro da cidade de Valença, sua terra natal. É também o santo que dá nome a um colégio situado em Coimbra, chamado Colégio de São Teotónio.
No concelho de Odemira, uma das mais extensas freguesias do país recebeu também o nome deste santo. Desta vila, São Teotónio é também o santo padroeiro, sendo as festividades religiosas realizadas anualmente no dia 18 de Fevereiro.